# Октобар (филм)
Октобар је српски филм из 2011. године. Овај омнибус од седам прича је дипломско остварење седам младих редитеља, који су студирали у класи познатог редитеља Слободана Шијана и асистента Стефана Арсенијевића на Факултету драмских уметности у Београду.
Режију и сценарио за ових седам прича потписују Иван Пецикоза (прича Револуција једе своју децу), Сенка Домановић (прича Нисам тамо), Огњен Исаиловић (прича Рођендан), Дане Комљен (прича Пси светла), Дамир Романов (прича Гробарске приче), Огњен Главонић (прича Пепељуга) и Милица Томовић (прича Дипломирање).
Филм је своју премијеру имао 21. јуна 2011. године у Новом Саду на Филмском фестивалу Cinema city.

## Радња
Кроз седам интимних прича у овом филму износи се генерацијски став, приказан на различите начине - од црне комедије до мелодраме, од поетичних портрета до социјално ангажованог хорора.
Мотив који повезује све приче је десетогодишњица демократске револуције у Србији. Сваки филм се одвија на дан прославе 5. октобра, и сваки филм се према том догађају односи на различит начин. На личан и емотиван начин редитељи приказују комплексну слику савремене Србије.
Седам прича смештено је у Београд и све се дешавају истог дана - на десетогодишњицу петооктобарских промена.
Сенка Домановић, ауторка приче "Нисам ту" - доноси причу о девојци која се буди у студентском дому и не препознаје младића код којег је спавала. Милица Томовић, урадила је филм о младићу који са друштвом из детињства прославља крај својих студија археологије. Главни јунак приче Огњена Главонића краде новац, да би имао за неки провод са својом девојком. Дамир Романов представља црну комедију о девојчици који живи са оцем гробаром, у кућици поред гробља. Са причама које носе сличну атмосферу, у омнибусу “Октобар” учествовали су и редитељи - Огњен Исаиловић, Дане Комљен и Иван Пецикоза.

## Улоге
| Глумац                     | Улога |
| -------------------------- | ----- |
| Револуција једе своју децу |       |
| Љиљана Драгутиновић        |       |
| Миодраг Крстовић           |       |
| Јово Максић                |       |
| Јелена Велковски           |       |
| Небојша Ђорђевић           |       |
| Нисам тамо                 |       |
| Милица Шујица              |       |
| Марко Јанкетић             |       |
| Дубравко Јовановић         |       |
| Милош Тимотијевић          |       |
| Христина Поповић           |       |
| Рођендан                   |       |
| Сара Марковић              |       |
| Владица Милосављевић       |       |
| Бранислав Лечић            |       |
| Властимир Ђуза Стојиљковић |       |
| Јелена Ракочевић           |       |
| Бранка Шелић               |       |
| Бранислав Крстовић         |       |
| Пси светла                 |       |
| Ана Калацановић            |       |
| Маја Пејчић                |       |
| Мирослав Планчак           |       |
| Гробарске приче            |       |
| Анђела Косић               |       |
| Миодраг Радоњић            |       |
| Бранислав Зеремски         |       |
| Љубомир Бандовић           |       |
| Пепељуга                   |       |
| Дејан Чанчаревић           |       |
| Невена Ристић              |       |
| Аљоша Дакић                |       |
| Роза Јовановић             |       |
| Тамара Миховиловић         |       |
| Дипломирање                |       |
| Милица Грујичић            |       |
| Никола Ракочевић           |       |
| Јован Белобрковић          |       |
| Милош Танасковић           |       |
| Александар Глигорић        |       |
| Радмила Живковић           |       |
| Марко Салапура             |       |